# Yulin (Guangxi)

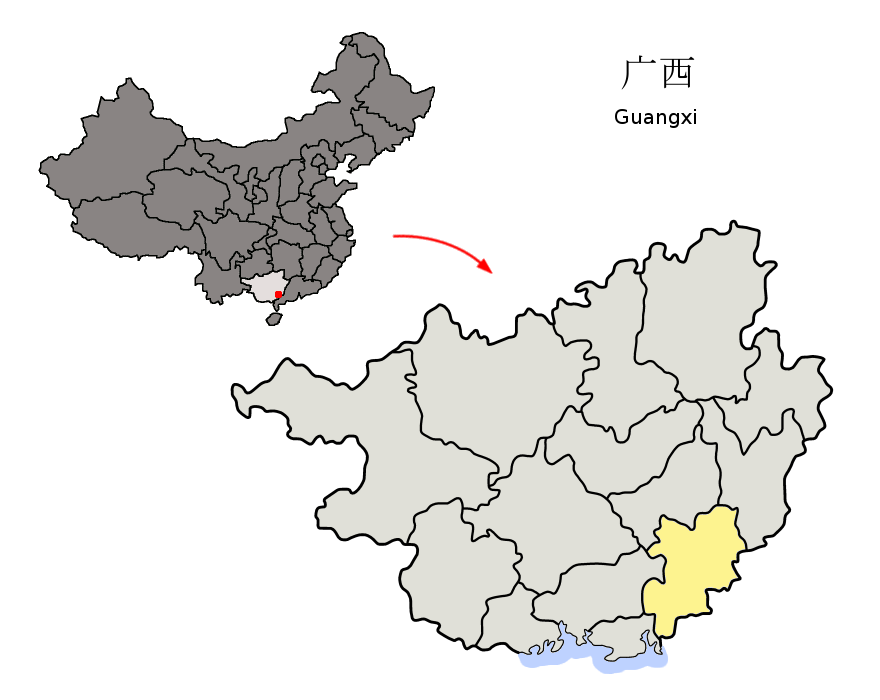
Lage Yulins in Guangxi

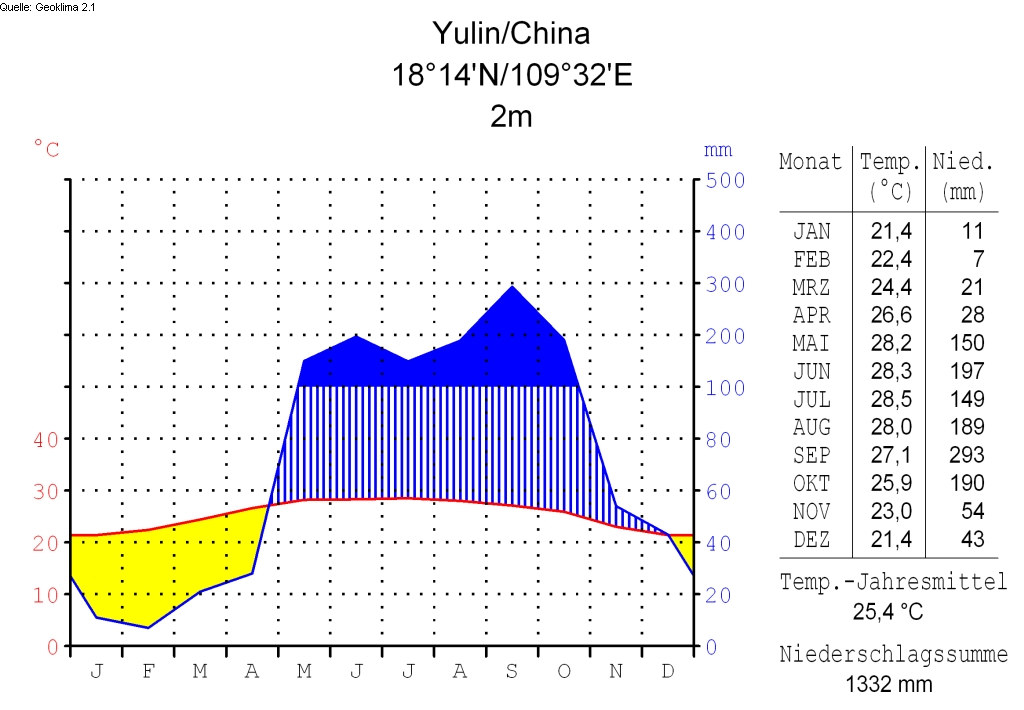
Klimadiagramm von Yulin

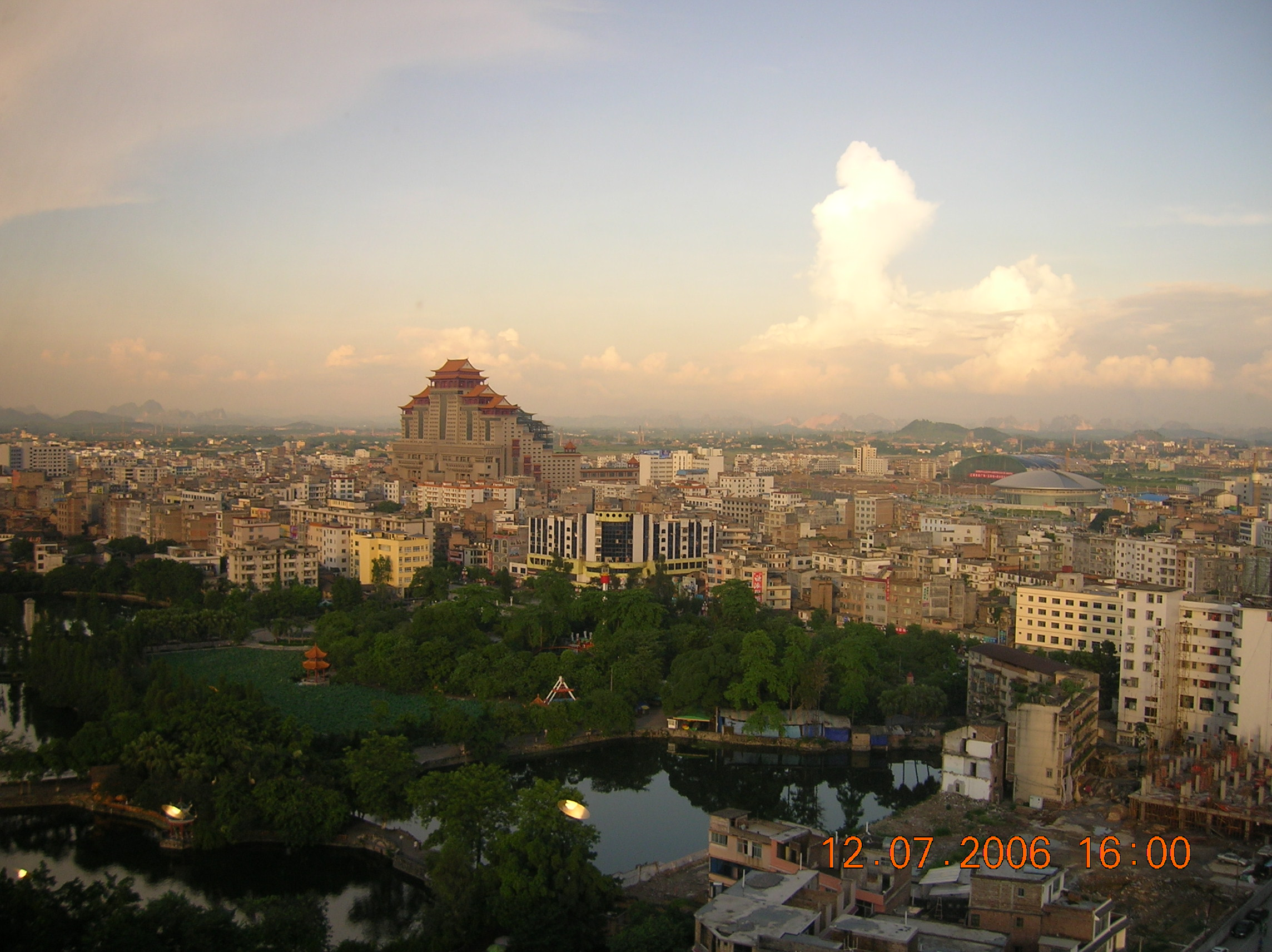
Yulin Skyline, Yulin People’s Park

Yulin (chinesisch 玉林市, Pinyin Yùlín Shì; Zhuang Yilinz Si) ist eine bezirksfreie Stadt im Südosten des Autonomen Gebiets Guangxi der Zhuang in der Volksrepublik China. Das Verwaltungsgebiet der Stadt hat eine Fläche von 12.829 km² und 5.796.766 Einwohner (Stand: Zensus 2020).  In dem eigentlichen städtischen Siedlungsgebiet von Yulin leben 547.924 Menschen (Zensus 2010).
Die Stadt ist überregional bekannt für ihr großes Hundefleisch-Festival, das jedes Jahr um die Sommersonnenwende herum stattfindet und bei dem etwa 10.000 Hunde geschlachtet und verzehrt werden. Tierschützer im In- und Ausland haben mehrfach Protestaktionen dagegen gestartet. Eine Petition bei change.org zur Beendigung des Festivals wurde (Stand April 2023) von über 3 Millionen Menschen unterschrieben.

## Administrative Gliederung
Auf Kreisebene setzt sich Yulin aus zwei Stadtbezirken, vier Kreisen und einer kreisfreien Stadt zusammen. Diese sind (Stand: Ende 2018):
- Stadtbezirk Yuzhou (玉州区), 435,5 km², 741.800 Einwohner, Sitz der Stadtregierung;
- Stadtbezirk Fumian (福绵区) 829 km², 403.000 Einwohner;
- Kreis Xingye (兴业县), 1.468 km², 591.700 Einwohner, Hauptort: Großgemeinde Shinan (石南镇);
- Kreis Rong (容县), 2.258 km², 674.600 Einwohner, Hauptort: Großgemeinde Rongzhou (容州镇);
- Kreis Luchuan (陆川县), 1.555 km², 808.500 Einwohner, Hauptort: Großgemeinde Wenquan (温泉镇);
- Kreis Bobai (博白县), 3.830 km², 1.420.400 Einwohner, Hauptort: Großgemeinde Bobai (博白镇);
- Stadt Beiliu (北流市), 2.455 km², 1.209.700 Einwohner.